# Championnat de France de rugby à XV de 2e division 2020-2021
Navigation
Pro D2 2019-2020 Pro D2 2021-2022
Le championnat de France de rugby à XV de 2e division 2020-2021 ou Pro D2 2020-2021 se déroule entre le 3 septembre 2020 et le 5 juin 2021.
À la suite de l'interruption de la saison 2019-2020, aucune équipe n'est promue en Top 14 ni reléguée en Fédérale 1 : les seize mêmes clubs disputent le championnat.

## Règlement
Après l'arrêt définitif du championnat 2019-2020, le titre national n'est pas attribué et aucune promotion, ni relégation n'est promulguée, à l'issue de cette édition.
Seize équipes participent au championnat Pro D2. Comme en Top 14, les équipes qui terminent entre la 3e et la 6e place disputent des barrages. Les vainqueurs accèdent aux demi-finales où ils retrouvent les deux premiers. Enfin, les deux vainqueurs des demi-finales se rencontrent sur terrain neutre pour la finale. Le vainqueur de cette finale accède au Top 14 tandis que le perdant accueille le 13e de Top 14 pour un ultime barrage pour la dernière place en élite. Les équipes classées 15e et 16e sont reléguées en division inférieure sauf en cas de relégation financière d'un des participants du championnat ou de refus d'accession à un promu.

## Liste des équipes en compétition
| \| Stade aurillacois AS Béziers Biarritz olympique US Carcassonne Colomiers rugby FC Grenoble Oyonnax rugby USA Perpignan Provence rugby US Montauban Stade montois USON Nevers Rouen NR Soyaux Angoulême XV Valence · Romans DR RC Vannes \| Localisation des clubs engagés dans le championnat. |
| Stade aurillacois AS Béziers Biarritz olympique US Carcassonne Colomiers rugby FC Grenoble Oyonnax rugby USA Perpignan Provence rugby US Montauban Stade montois USON Nevers Rouen NR Soyaux Angoulême XV Valence · Romans DR RC Vannes                                                           |

| Club                | Budget prévisionnel 2020-2021 en M€ | Classement en 2019-2020 | Entraîneurs                                                                                 | Stade                                        | Capacité   |
| ------------------- | ----------------------------------- | ----------------------- | ------------------------------------------------------------------------------------------- | -------------------------------------------- | ---------- |
| Stade aurillacois   | 5,5                                 | 14                      | Romeo Gontineac Mathieu Lescure Maxime Petitjean David Banquet                              | Stade Jean-Alric (Aurillac)                  | 9 000      |
| AS Béziers          | 6,5                                 | 9                       | David Aucagne Pierre Caillet Sébastien Logerot Gabriel Bocca                                | Stade Raoul-Barrière (Béziers)               | 18 555     |
| Biarritz olympique  | 9,5                                 | 6                       | Nicolas Nadau Shaun Sowerby                                                                 | Parc des sports d'Aguiléra (Biarritz)        | 13 400     |
| US Carcassonne      | 4,5                                 | 10                      | Christian Labit Mathieu Cidre Julien Seron                                                  | Stade Albert-Domec (Carcassonne)             | 10 000     |
| Colomiers rugby     | 7,5                                 | 1                       | Julien Sarraute Fabien Berneau                                                              | Stade Michel-Bendichou (Colomiers)           | 11 000     |
| FC Grenoble         | 9,5                                 | 3                       | Stéphane Glas Sylvain Bégon                                                                 | Stade des Alpes (Grenoble)                   | 20 068     |
| Stade montois       | 6,9                                 | 11                      | Julien Tastet Rémi Talès                                                                    | Stade André-et-Guy-Boniface (Mont-de-Marsan) | 16 800     |
| US Montauban        | 6,5                                 | 13                      | Florian Ninard Florent Wieczorek David Byrnes                                               | Stade Sapiac (Montauban)                     | 11 937     |
| USON Nevers         | 11,6                                | 5                       | Xavier Péméja Guillaume Jan Sébastien Fouassier                                             | Stade du Pré Fleuri (Sermoise-sur-Loire)     | 7 500      |
| Oyonnax rugby       | 9                                   | 4                       | Joe El Abd Manny Edmonds                                                                    | Stade Charles-Mathon (Oyonnax)               | 11 400     |
| USA Perpignan       | 11                                  | 2                       | Christian Lanta Patrick Arlettaz Perry Freshwater Gérald Bastide                            | Stade Aimé-Giral (Perpignan)                 | 14 593     |
| Provence Rugby      | 9                                   | 12                      | Fabien Cibray Romain Lauga Yannick Osmon puis Mauricio Reggiardo Romain Lauga Fabien Cibray | Stade Maurice-David (Aix-en-Provence)        | 6 000      |
| Rouen NR            | 7,3                                 | 15                      | Richard Hill PJ Gidlow Christophe Hamacek Tom Palmer                                        | Stade Jean-Mermoz (Rouen)                    | env. 3 000 |
| Soyaux Angoulême XV | 7                                   | 7                       | Adrien Buononato Vincent Etcheto Mirco Bergamasco André Bester Tanguy Kerdrain              | Stade Chanzy (Angoulême)                     | 8 000      |
| Valence Romans DR   | 6,2                                 | 16                      | Johann Authier Jean-François Coux Scott Newlands Grégory Tournayre                          | Stade Georges-Pompidou (Valence)             | 14 000     |
| RC Vannes           | 8                                   | 8                       | Jean-Noël Spitzer Gerard Fraser                                                             | Stade de la Rabine (Vannes)                  | 9 500      |

## Résumé des résultats

### Classement de la saison régulière
| Rang | Club                | J  | V  | N | D  | Bo | Bd | Pm  | Pe  | Diff | Pts   |
| ---- | ------------------- | -- | -- | - | -- | -- | -- | --- | --- | ---- | ----- |
| 1    | USA Perpignan       | 30 | 24 | 1 | 5  | 7  | 2  | 821 | 504 | +317 | 107   |
| 2    | RC Vannes           | 30 | 21 | 2 | 7  | 8  | 3  | 722 | 513 | +209 | 99    |
| 3    | Biarritz olympique  | 30 | 19 | 2 | 9  | 6  | 5  | 700 | 578 | +122 | 91    |
| 4    | Oyonnax Rugby       | 30 | 18 | 2 | 10 | 4  | 1  | 808 | 657 | +151 | 81    |
| 5    | Colomiers Rugby     | 29 | 16 | 1 | 12 | 2  | 6  | 617 | 587 | +30  | 75,64 |
| 6    | FC Grenoble         | 30 | 16 | 1 | 13 | 4  | 5  | 666 | 594 | +72  | 75    |
| 7    | USON Nevers         | 30 | 13 | 1 | 16 | 5  | 6  | 650 | 652 | -2   | 65    |
| 8    | US Carcassonne      | 30 | 14 | 1 | 15 | 3  | 4  | 653 | 665 | -12  | 65    |
| 9    | US Montauban        | 30 | 14 | 1 | 15 | 0  | 2  | 627 | 762 | -135 | 60    |
| 10   | Stade montois       | 29 | 11 | 3 | 15 | 2  | 4  | 550 | 662 | -112 | 58,21 |
| 11   | Stade aurillacois   | 30 | 12 | 1 | 17 | 2  | 6  | 557 | 585 | -28  | 58    |
| 12   | AS Béziers          | 30 | 10 | 1 | 19 | 3  | 11 | 620 | 671 | -51  | 56    |
| 13   | Provence Rugby      | 30 | 11 | 2 | 17 | 1  | 6  | 622 | 743 | -121 | 55    |
| 14   | Rouen NR            | 30 | 11 | 1 | 18 | 1  | 7  | 552 | 605 | -53  | 54    |
| 15   | Valence Romans DR   | 30 | 9  | 3 | 18 | 1  | 6  | 647 | 804 | -157 | 49    |
| 16   | Soyaux Angoulême XV | 30 | 8  | 1 | 21 | 1  | 7  | 522 | 752 | -230 | 42    |

|  | Qualication pour les demi-finales (no 1, no 2).           |
|  | Qualification pour les barrages (no 3, no 4, no 5, no 6). |
|  | Relégation en Nationale (no 15 et no 16).                 |

Attribution des points : victoire sur tapis vert : 5, victoire : 4, match nul : 2, défaite : 0, forfait : -2 ; plus les bonus (offensif : 3 essais de plus que l'adversaire ; défensif : défaite par 5 points d'écart ou moins; les deux bonus peuvent se cumuler).
Règles de classement :
1. points terrain (bonus compris) ; 2. points terrain obtenus dans les matchs entre équipes concernées ; 3. différence de points sur l'ensemble des matchs ; 4. différence de points dans les matchs entre équipes concernées ; 5. différence entre essais marqués et concédés dans les matchs entre équipes concernées ; 6. nombre de points marqués sur l'ensemble des matchs ; 7. différence entre essais marqués et concédés ; 8. nombre de forfaits n'ayant pas entraîné de forfait général ; 9. place la saison précédente.

### Tableau final
|  | Barrages               | Barrages               | Barrages                                         | Barrages               |                                                               |                   | Demi-finales                                         | Demi-finales                                         | Demi-finales                                         | Demi-finales                                         |  |  | Finale                                             | Finale                                             | Finale                                             | Finale                                             |
|  |                        |                        |                                                  |                        |                                                               |                   |                                                      |                                                      |                                                      |                                                      |  |  |                                                    |                                                    |                                                    |                                                    |
|  |                        |                        |                                                  |                        |                                                               |                   | 30 mai 2021 à 15 h 30 au stade Aimé-Giral, Perpignan | 30 mai 2021 à 15 h 30 au stade Aimé-Giral, Perpignan | 30 mai 2021 à 15 h 30 au stade Aimé-Giral, Perpignan | 30 mai 2021 à 15 h 30 au stade Aimé-Giral, Perpignan |  |  | 5 juin 2021 à 17 h 30 au GGL Stadium à Montpellier | 5 juin 2021 à 17 h 30 au GGL Stadium à Montpellier | 5 juin 2021 à 17 h 30 au GGL Stadium à Montpellier | 5 juin 2021 à 17 h 30 au GGL Stadium à Montpellier |
|  |                        |                        |                                                  |                        |                                                               |                   | 30 mai 2021 à 15 h 30 au stade Aimé-Giral, Perpignan | 30 mai 2021 à 15 h 30 au stade Aimé-Giral, Perpignan | 30 mai 2021 à 15 h 30 au stade Aimé-Giral, Perpignan | 30 mai 2021 à 15 h 30 au stade Aimé-Giral, Perpignan |  |  | 5 juin 2021 à 17 h 30 au GGL Stadium à Montpellier | 5 juin 2021 à 17 h 30 au GGL Stadium à Montpellier | 5 juin 2021 à 17 h 30 au GGL Stadium à Montpellier | 5 juin 2021 à 17 h 30 au GGL Stadium à Montpellier |
|  |                        |                        |                                                  |                        |                                                               |                   | 30 mai 2021 à 15 h 30 au stade Aimé-Giral, Perpignan | 30 mai 2021 à 15 h 30 au stade Aimé-Giral, Perpignan | 30 mai 2021 à 15 h 30 au stade Aimé-Giral, Perpignan | 30 mai 2021 à 15 h 30 au stade Aimé-Giral, Perpignan |  |  | 5 juin 2021 à 17 h 30 au GGL Stadium à Montpellier | 5 juin 2021 à 17 h 30 au GGL Stadium à Montpellier | 5 juin 2021 à 17 h 30 au GGL Stadium à Montpellier | 5 juin 2021 à 17 h 30 au GGL Stadium à Montpellier |
|  |                        |                        |                                                  |                        |                                                               |                   | 30 mai 2021 à 15 h 30 au stade Aimé-Giral, Perpignan | 30 mai 2021 à 15 h 30 au stade Aimé-Giral, Perpignan | 30 mai 2021 à 15 h 30 au stade Aimé-Giral, Perpignan | 30 mai 2021 à 15 h 30 au stade Aimé-Giral, Perpignan |  |  | 5 juin 2021 à 17 h 30 au GGL Stadium à Montpellier | 5 juin 2021 à 17 h 30 au GGL Stadium à Montpellier | 5 juin 2021 à 17 h 30 au GGL Stadium à Montpellier | 5 juin 2021 à 17 h 30 au GGL Stadium à Montpellier |
|  |                        |                        |                                                  |                        |                                                               |                   | 30 mai 2021 à 15 h 30 au stade Aimé-Giral, Perpignan | 30 mai 2021 à 15 h 30 au stade Aimé-Giral, Perpignan | 30 mai 2021 à 15 h 30 au stade Aimé-Giral, Perpignan | 30 mai 2021 à 15 h 30 au stade Aimé-Giral, Perpignan |  |  | 5 juin 2021 à 17 h 30 au GGL Stadium à Montpellier | 5 juin 2021 à 17 h 30 au GGL Stadium à Montpellier | 5 juin 2021 à 17 h 30 au GGL Stadium à Montpellier | 5 juin 2021 à 17 h 30 au GGL Stadium à Montpellier |
|  | [1] USA Perpignan      | [1] USA Perpignan      | 27                                               | 27                     |                                                               |                   |                                                      |                                                      |                                                      |                                                      |  |  | 5 juin 2021 à 17 h 30 au GGL Stadium à Montpellier | 5 juin 2021 à 17 h 30 au GGL Stadium à Montpellier | 5 juin 2021 à 17 h 30 au GGL Stadium à Montpellier | 5 juin 2021 à 17 h 30 au GGL Stadium à Montpellier |
|  | [1] USA Perpignan      | [1] USA Perpignan      | 27                                               | 27                     | 22 mai 2021 à 13 h 5 au stade Charles-Mathon, Oyonnax         |                   |                                                      |                                                      |                                                      |                                                      |  |  | 5 juin 2021 à 17 h 30 au GGL Stadium à Montpellier | 5 juin 2021 à 17 h 30 au GGL Stadium à Montpellier | 5 juin 2021 à 17 h 30 au GGL Stadium à Montpellier | 5 juin 2021 à 17 h 30 au GGL Stadium à Montpellier |
|  |                        |                        | [4] Oyonnax rugby                                | [4] Oyonnax rugby      | 15                                                            | 15                |                                                      |                                                      |                                                      |                                                      |  |  | 5 juin 2021 à 17 h 30 au GGL Stadium à Montpellier | 5 juin 2021 à 17 h 30 au GGL Stadium à Montpellier | 5 juin 2021 à 17 h 30 au GGL Stadium à Montpellier | 5 juin 2021 à 17 h 30 au GGL Stadium à Montpellier |
|  | [4] Oyonnax rugby      | [4] Oyonnax rugby      | [4] Oyonnax rugby                                | [4] Oyonnax rugby      | 15                                                            | 15                | 28                                                   | 28                                                   |                                                      |                                                      |  |  | 5 juin 2021 à 17 h 30 au GGL Stadium à Montpellier | 5 juin 2021 à 17 h 30 au GGL Stadium à Montpellier | 5 juin 2021 à 17 h 30 au GGL Stadium à Montpellier | 5 juin 2021 à 17 h 30 au GGL Stadium à Montpellier |
|  | [4] Oyonnax rugby      | [4] Oyonnax rugby      | 30 mai 2021 à 18 h au stade de la Rabine, Vannes |                        |                                                               |                   | 28                                                   | 28                                                   |                                                      |                                                      |  |  | 5 juin 2021 à 17 h 30 au GGL Stadium à Montpellier | 5 juin 2021 à 17 h 30 au GGL Stadium à Montpellier | 5 juin 2021 à 17 h 30 au GGL Stadium à Montpellier | 5 juin 2021 à 17 h 30 au GGL Stadium à Montpellier |
|  | [5] Colomiers rugby    | [5] Colomiers rugby    | 22                                               | 22                     |                                                               |                   |                                                      |                                                      |                                                      |                                                      |  |  | 5 juin 2021 à 17 h 30 au GGL Stadium à Montpellier | 5 juin 2021 à 17 h 30 au GGL Stadium à Montpellier | 5 juin 2021 à 17 h 30 au GGL Stadium à Montpellier | 5 juin 2021 à 17 h 30 au GGL Stadium à Montpellier |
|  | [5] Colomiers rugby    | [5] Colomiers rugby    | 22                                               | 22                     | [1] USA Perpignan                                             | [1] USA Perpignan | 33                                                   | 33                                                   |                                                      |                                                      |  |  |                                                    |                                                    |                                                    |                                                    |
|  |                        |                        |                                                  |                        | [1] USA Perpignan                                             | [1] USA Perpignan | 33                                                   | 33                                                   |                                                      |                                                      |  |  |                                                    |                                                    |                                                    |                                                    |
|  |                        |                        | [3] Biarritz olympique                           | [3] Biarritz olympique | 14                                                            | 14                |                                                      |                                                      |                                                      |                                                      |  |  |                                                    |                                                    |                                                    |                                                    |
|  |                        |                        |                                                  |                        | 14                                                            | 14                |                                                      |                                                      |                                                      |                                                      |  |  |                                                    |                                                    |                                                    |                                                    |
|  |                        |                        |                                                  |                        |                                                               |                   |                                                      |                                                      |                                                      |                                                      |  |  |                                                    |                                                    |                                                    |                                                    |
|  |                        |                        |                                                  |                        |                                                               |                   |                                                      |                                                      |                                                      |                                                      |  |  |                                                    |                                                    |                                                    |                                                    |
|  | [2] RC Vannes          | [2] RC Vannes          | 33                                               | 33                     |                                                               |                   |                                                      |                                                      |                                                      |                                                      |  |  |                                                    |                                                    |                                                    |                                                    |
|  | [2] RC Vannes          | [2] RC Vannes          | 33                                               | 33                     | 22 mai 2021 à 15 h 30 au parc des sports d'Aguiléra, Biarritz |                   |                                                      |                                                      |                                                      |                                                      |  |  |                                                    |                                                    |                                                    |                                                    |
|  |                        |                        | [3] Biarritz olympique                           | [3] Biarritz olympique | 34                                                            | 34                |                                                      |                                                      |                                                      |                                                      |  |  |                                                    |                                                    |                                                    |                                                    |
|  | [3] Biarritz olympique | [3] Biarritz olympique | [3] Biarritz olympique                           | [3] Biarritz olympique | 34                                                            | 34                | 41                                                   | 41                                                   |                                                      |                                                      |  |  |                                                    |                                                    |                                                    |                                                    |
|  | [3] Biarritz olympique | [3] Biarritz olympique |                                                  |                        |                                                               |                   |                                                      | 41                                                   |                                                      |                                                      |  |  |                                                    |                                                    |                                                    |                                                    |
|  | [6] FC Grenoble        | [6] FC Grenoble        | 14                                               | 14                     |                                                               |                   |                                                      |                                                      |                                                      |                                                      |  |  |                                                    |                                                    |                                                    |                                                    |
|  | [6] FC Grenoble        | [6] FC Grenoble        | 14                                               | 14                     |                                                               |                   |                                                      |                                                      |                                                      |                                                      |  |  |                                                    |                                                    |                                                    |                                                    |
|  |                        |                        |                                                  |                        |                                                               |                   |                                                      |                                                      |                                                      |                                                      |  |  |                                                    |                                                    |                                                    |                                                    |

### Barrages
| 22 mai 2021 13 h 5 | Oyonnax rugby | 28 - 22 (12 - 19) | Colomiers rugby | Stade Charles-Mathon, Oyonnax Arbitre : Maxime Chalon |
| 22 mai 2021 13 h 5 | Essai(s) : 1 Fall (44e) Transformation(s) : 1 Le Bourhis (44e) Pénalité(s) : 7 Y.Le Bourhis (9e, 15e, 33e, 40e, 50e, 57e), Beauxis (74e) Carton(s) jaune(s) : 1 Leaitaua (17e) |                   | Essai(s) : 1 Sheklashvili (12e) Transformation(s) : 1 Soulan (12e) Pénalité(s) : 5 J.Soulan (18e, 24e, 29e, 35e), T.Girard (77e) Carton(s) jaune(s) : 1 T.Girard (39e) | Stade Charles-Mathon, Oyonnax Arbitre : Maxime Chalon |
| 22 mai 2021 13 h 5 | |                   | | Stade Charles-Mathon, Oyonnax Arbitre : Maxime Chalon |

| 22 mai 2021 15 h 30 | Biarritz olympique | 41 - 14 (15 - 0) | FC Grenoble                                                                         | Parc des sports d'Aguiléra, Biarritz Arbitre : Ludovic Cayre |
| 22 mai 2021 15 h 30 | Essai(s) : 6 Peyresblanques (14e), Couilloud (39e), Ruffenach (48e), Stark (53e, 70e, 80e) Transformation(s) : 4 Perraux (39e), Bosch (48e, 70e, 80e) Pénalité(s) : 1 L.Perraux (4e) |                  | Essai(s) : 2 Neparidze (63e), Bouchet (67e) Transformation(s) : 2 Glenat (63e, 67e) | Parc des sports d'Aguiléra, Biarritz Arbitre : Ludovic Cayre |
| 22 mai 2021 15 h 30 | |                  |                                                                                     | Parc des sports d'Aguiléra, Biarritz Arbitre : Ludovic Cayre |

### Demi-finale
| 30 mai 2020 15 h 30 | USA Perpignan | 27 - 15 (15 - 6) | Oyonnax rugby                                     | Stade Aimé-Giral, Perpignan 1 000 spectateurs Arbitre : Pierre Brousset |
| 30 mai 2020 15 h 30 | Essai(s) : 4 Tilsley (4e), Deghmache (8e), Lemalu (54e), Dubois (69e) Transformation(s) : 2 Jaminet (10e, 55e) Pénalité(s) : 1 Jaminet (20e) |                  | Pénalité(s) : 5 Beauxis (23e, 32e, 44e, 52e, 65e) | Stade Aimé-Giral, Perpignan 1 000 spectateurs Arbitre : Pierre Brousset |
| 30 mai 2020 15 h 30 | |                  |                                                   | Stade Aimé-Giral, Perpignan 1 000 spectateurs Arbitre : Pierre Brousset |

| 30 mai 2021 18 h | RC Vannes | 33 - 34 (13 - 12) | Biarritz olympique | Stade de la Rabine, Vannes 1 000 spectateurs Arbitre : Adrien Descottes |
| 30 mai 2021 18 h | Essai(s) : 3 Curtis (38e), Sénéca (49e), Edwards (53e) Transformation(s) : 3 Popelin (40e, 50e, 54e) Pénalité(s) : 3 Popelin (7e, 28e), Hilsenbeck (66e, 76e) Carton(s) jaune(s) : 1 Barry (71e) |                   | Essai(s) : 5 Speight (23e), Bosch (30e), Couilloud (56e), Peyresblanques (72e), Stark (82e) Transformation(s) : 3 Bosch (31e, 57e, 83e) Pénalité(s) : 1 Bosch (46e) | Stade de la Rabine, Vannes 1 000 spectateurs Arbitre : Adrien Descottes |
| 30 mai 2021 18 h | |                   | | Stade de la Rabine, Vannes 1 000 spectateurs Arbitre : Adrien Descottes |

### Finale
| 5 juin 2021 17 h 30 | USA Perpignan | 33 - 14 (16 - 9) | Biarritz olympique                                                                                        | GGL Stadium, Montpellier Arbitre : Cédric Marchat |
| 5 juin 2021 17 h 30 | Essai(s) : 3 Tilsley (10e), Volavola (53e), Jaminet (74e) Transformation(s) : 3 Jaminet (10e, 53e, 74e) Pénalité(s) : 4 Jaminet (26e, 33e, 39e, 43e) Carton(s) jaune(s) : 1 Chouly (80e) |                  | Essai(s) : 1 Peyresblanques (80e) Pénalité(s) : 3 Hart (16e, 28e, 31e) Carton(s) jaune(s) : 1 Saili (50e) | GGL Stadium, Montpellier Arbitre : Cédric Marchat |
| 5 juin 2021 17 h 30 | |                  | | GGL Stadium, Montpellier Arbitre : Cédric Marchat |

| Titulaires · Melvyn Jaminet 15 · George Tilsley 14 · Mathieu Acebes 13 · Jeronimo de la Fuente 12 · Jean-Bernard Pujol 11 · Ben Volavola 10 · Sadek Deghmache 9 · Genesis Mamea Lemalu 8 · Damien Chouly 7 · Piula Faasalele 6 · Shahn Eru 5 · Tristan Labouteley 4 · Siua Halanukonuka 3 · Seilala Lam 2 · Quentin Walcker 1 · Remplaçants · Lucas Velarte 16 · Sacha Lotrian 17 · Alban Roussel 18 · Alan Brazo 19 · Tom Ecochard 20 · Patricio Fernandez 21 · Lucas Dubois 22 · Akato Fakatika 23 · |  | Titulaires · 15 Romain Lonca · 14 Gavin Stark · 13 François Vergnaud · 12 Francis Saili · 11 Henry Speight · 10 Ilian Perraux · 9 James Hart · 8 Steffon Armitage · 7 Tornike Jalagonia · 6 Dave O'Callaghan · 5 Johnny Dyer · 4 Evan Olmstead · 3 Guy Millar · 2 Lucas Peyresblanques · 1 Yvan Watremez · Remplaçants · 16 Romain Ruffenach · 17 Ushangi Tcheishvili · 18 Johan Aliouat · 19 Kévin Gimeno · 20 Barnabé Couilloud · 21 Gilles Bosch · 22 Steeve Barry · 23 Vakhtangi Akhobadze · |

### Barrage d'accession au Top 14
| Samedi 12 juin 2021 17 h 30 | Biarritz olympique                    | 6 - 6 (3 - 0) (3 - 3) (6 - 3) | Aviron bayonnais                          | Parc des sports d'Aguiléra, Biarritz entre 5 000 et 8 000 spectateurs Arbitre : Alexandre Ruiz |
| Samedi 12 juin 2021 17 h 30 | Pénalité(s) : Bosch (32e), Hart (83e) |                               | Pénalité(s) : Lafage (52e), Germain (94e) | Parc des sports d'Aguiléra, Biarritz entre 5 000 et 8 000 spectateurs Arbitre : Alexandre Ruiz |
| Samedi 12 juin 2021 17 h 30 |                                       |                               |                                           | Parc des sports d'Aguiléra, Biarritz entre 5 000 et 8 000 spectateurs Arbitre : Alexandre Ruiz |

## Résultats détaillés

### Phase régulière

#### Tableau synthétique des résultats
L'équipe qui reçoit est indiquée dans la colonne de gauche.
| Clubs               | AUR   | BEZ   | BIA   | CAR   | COL   | GRE   | MDM   | MTB   | NEV   | OYO   | PER   | PR    | ROU   | SA    | VR    | VAN   |
| ------------------- | ----- | ----- | ----- | ----- | ----- | ----- | ----- | ----- | ----- | ----- | ----- | ----- | ----- | ----- | ----- | ----- |
| Stade aurillacois   |       | 43-13 | 10-23 | 23-6  | 14-19 | 26-13 | 32-11 | 25-27 | 23-17 | 22-16 | 27-27 | 43-5  | 12-6  | 33-21 | 18-12 | 9-22  |
| AS Béziers          | 19-3  |       | 41-15 | 28-17 | 14-9  | 22-12 | 13-20 | 36-9  | 25-30 | 23-29 | 14-19 | 31-15 | 23-25 | 24-28 | 19-9  | 24-42 |
| Biarritz olympique  | 29-26 | 24-21 |       | 37-10 | 33-16 | 22-13 | 15-15 | 31-3  | 23-12 | 21-34 | 21-12 | 29-24 | 30-16 | 15-6  | 29-31 | 14-16 |
| US Carcassonne      | 15-14 | 31-28 | 25-10 |       | 24-22 | 16-12 | 17-16 | 23-17 | 59-5  | 27-30 | 23-26 | 30-31 | 29-9  | 34-32 | 22-38 | 6-6   |
| Colomiers rugby     | 16-17 | 12-9  | 16-20 | 37-13 |       | 15-12 | 22-17 | 41-31 | 19-16 | 16-16 | 23-18 | 30-28 | 26-12 | 53-11 | 21-16 | 19-20 |
| FC Grenoble         | 24-5  | 34-19 | 14-18 | 34-11 | 32-16 |       | 24-17 | 28-28 | 27-17 | 33-26 | 20-28 | 21-20 | 21-15 | 25-20 | 28-25 | 13-6  |
| Stade montois       | 12-9  | 33-10 | 20-17 | 26-23 |       | 10-38 |       | 23-29 | 16-26 | 23-23 | 7-30  | 21-15 | 15-3  | 14-18 | 23-23 | 15-19 |
| US Montauban        | 11-20 | 27-30 | 33-30 | 10-40 | 16-13 | 38-31 | 30-13 |       | 25-21 | 23-17 | 25-23 | 30-15 | 20-15 | 27-17 | 40-35 | 18-27 |
| USON Nevers         | 16-3  | 21-16 | 37-18 | 34-22 | 15-23 | 12-13 | 36-6  | 24-15 |       | 15-20 | 22-25 | 23-19 | 40-13 | 25-12 | 33-11 | 22-35 |
| Oyonnax rugby       | 46-17 | 38-20 | 15-19 | 30-6  | 25-34 | 27-35 | 33-27 | 34-16 | 28-20 |       | 28-35 | 29-17 | 22-15 | 28-25 | 53-19 | 20-30 |
| USA Perpignan       | 31-6  | 10-16 | 29-27 | 17-9  | 28-12 | 26-18 | 50-10 | 27-16 | 37-6  | 20-10 |       | 42-3  | 20-14 | 49-0  | 24-20 | 30-17 |
| Provence rugby      | 19-16 | 32-9  | 16-16 | 18-34 | 15-23 | 32-30 | 16-18 | 36-13 | 25-22 | 19-39 | 34-41 |       | 22-22 | 19-21 | 28-13 | 24-10 |
| Rouen NR            | 20-14 | 15-10 | 16-23 | 13-21 | 19-23 | 26-14 | 22-27 | 22-8  | 28-12 | 37-25 | 31-17 | 21-26 |       | 15-8  | 28-14 | 19-23 |
| Soyaux Angoulême XV | 22-13 | 15-12 | 15-31 | 8-21  | 24-15 | 9-3   | 20-27 | 31-32 | 13-16 | 8-16  | 17-31 | 23-28 | 24-28 |       | 30-19 | 6-38  |
| Valence Romans DR   | 37-12 | 25-25 | 22-44 | 32-24 | 32-19 | 23-30 | 16-48 | 14-10 | 36-28 | 22-25 | 9-28  | 13-14 | 14-9  | 25-25 |       | 32-31 |
| RC Vannes           | 30-22 | 29-26 | 14-16 | 22-15 | 40-7  | 19-14 | 33-20 | 20-10 | 17-17 | 13-26 | 19-21 | 30-7  | 22-18 | 36-13 | 36-10 |       |

|  | Victoire à domicile |  | Match nul |  | Défaite à domicile |

#### Détails des résultats
Les points marqués par chaque équipe sont inscrits dans les colonnes centrales (3-4) alors que les essais marqués sont donnés dans les colonnes latérales (1-6). Les points de bonus sont symbolisés par une bordure bleue pour les bonus offensifs (trois essais de plus que l'adversaire), orange pour les bonus défensifs (défaite par moins de cinq points d'écart), rouge si les deux bonus sont cumulés.
La rencontre de la 30e journée entre le Stade montois et le Colomiers rugby, ne pouvant pas se disputer pour raisons sanitaires, est finalement annulée, le calendrier ne permettant pas un report avant les phases finales. Une péréquation est appliquée afin d'attribuer les points au classement.

#### Évolution du classement
| Club                | 1  | 2  | 3  | 4  | 5  | 6  | 7  | 8  | 9  | 10 | 11 | 12 | 13 | 14 | 15 | 16 | 17 | 18 | 19 | 20 | 21 | 22 | 23 | 24 | 25 | 26 | 27 | 28 | 29 | 30 |
| ------------------- | -- | -- | -- | -- | -- | -- | -- | -- | -- | -- | -- | -- | -- | -- | -- | -- | -- | -- | -- | -- | -- | -- | -- | -- | -- | -- | -- | -- | -- | -- |
| Stade aurillacois   | 12 | 6  | 10 | 6  | 5  | 6  | 9  | 10 | 11 | 10 | 12 | 9  | 9  | 11 | 10 | 9  | 8  | 8  | 10 | 12 | 12 | 13 | 11 | 13 | 12 | 15 | 13 | 14 | 14 | 10 |
| AS Béziers          | 16 | 13 | 14 | 11 | 11 | 9  | 8  | 12 | 8  | 7  | 8  | 8  | 8  | 8  | 8  | 8  | 9  | 11 | 11 | 11 | 9  | 9  | 10 | 8  | 8  | 8  | 9  | 10 | 11 | 12 |
| Biarritz olympique  | 4  | 4  | 2  | 2  | 1  | 3  | 4  | 4  | 5  | 4  | 4  | 5  | 6  | 4  | 3  | 3  | 3  | 3  | 3  | 3  | 3  | 3  | 3  | 3  | 3  | 3  | 3  | 3  | 3  | 3  |
| US Carcassonne      | 9  | 12 | 15 | 15 | 15 | 14 | 12 | 9  | 10 | 12 | 11 | 12 | 11 | 12 | 12 | 13 | 15 | 12 | 12 | 10 | 11 | 10 | 8  | 9  | 9  | 9  | 8  | 7  | 8  | 8  |
| Colomiers rugby     | 15 | 16 | 13 | 9  | 6  | 4  | 5  | 6  | 6  | 6  | 5  | 4  | 4  | 5  | 5  | 4  | 5  | 6  | 6  | 5  | 5  | 5  | 5  | 4  | 4  | 4  | 4  | 4  | 6  | 6  |
| FC Grenoble         | 3  | 10 | 6  | 13 | 12 | 10 | 10 | 8  | 9  | 9  | 10 | 11 | 12 | 10 | 11 | 11 | 11 | 9  | 7  | 7  | 7  | 6  | 6  | 6  | 5  | 6  | 6  | 6  | 5  | 5  |
| Stade montois       | 1  | 2  | 8  | 10 | 10 | 12 | 14 | 15 | 15 | 15 | 16 | 15 | 15 | 14 | 14 | 15 | 13 | 15 | 14 | 13 | 13 | 14 | 14 | 11 | 13 | 11 | 11 | 11 | 10 | 11 |
| US Montauban        | 10 | 8  | 7  | 12 | 13 | 13 | 15 | 11 | 12 | 11 | 9  | 10 | 10 | 9  | 9  | 10 | 10 | 10 | 8  | 8  | 8  | 8  | 9  | 10 | 10 | 10 | 10 | 9  | 9  | 9  |
| USON Nevers         | 14 | 3  | 9  | 5  | 8  | 8  | 6  | 7  | 7  | 8  | 7  | 7  | 7  | 7  | 6  | 6  | 6  | 4  | 5  | 6  | 6  | 7  | 7  | 7  | 7  | 7  | 7  | 8  | 7  | 7  |
| Oyonnax rugby       | 8  | 9  | 3  | 3  | 3  | 5  | 3  | 2  | 2  | 2  | 3  | 3  | 3  | 3  | 4  | 5  | 4  | 5  | 4  | 4  | 4  | 4  | 4  | 5  | 6  | 5  | 5  | 5  | 4  | 4  |
| USA Perpignan       | 13 | 15 | 12 | 8  | 2  | 1  | 1  | 3  | 3  | 3  | 2  | 2  | 1  | 1  | 1  | 1  | 1  | 2  | 2  | 1  | 2  | 2  | 2  | 2  | 1  | 2  | 2  | 1  | 1  | 1  |
| Provence rugby      | 6  | 1  | 1  | 4  | 12 | 7  | 7  | 5  | 4  | 5  | 6  | 6  | 5  | 6  | 7  | 7  | 7  | 7  | 9  | 9  | 10 | 11 | 12 | 14 | 14 | 13 | 14 | 12 | 12 | 13 |
| Rouen NR            | 11 | 14 | 16 | 16 | 16 | 16 | 13 | 13 | 14 | 14 | 13 | 13 | 13 | 13 | 13 | 14 | 12 | 13 | 13 | 14 | 14 | 12 | 13 | 12 | 11 | 12 | 12 | 13 | 13 | 15 |
| Soyaux Angoulême XV | 7  | 5  | 11 | 14 | 14 | 15 | 16 | 16 | 16 | 16 | 15 | 16 | 14 | 15 | 16 | 16 | 16 | 16 | 16 | 16 | 16 | 16 | 15 | 16 | 16 | 16 | 16 | 16 | 16 | 16 |
| Valence Romans DR   | 2  | 11 | 4  | 7  | 9  | 11 | 11 | 14 | 13 | 13 | 14 | 14 | 16 | 16 | 15 | 12 | 14 | 14 | 15 | 15 | 15 | 15 | 16 | 15 | 15 | 14 | 15 | 15 | 15 | 15 |
| RC Vannes           | 5  | 7  | 5  | 1  | 4  | 2  | 2  | 1  | 1  | 1  | 1  | 1  | 2  | 2  | 2  | 2  | 2  | 1  | 1  | 2  | 1  | 1  | 1  | 1  | 2  | 1  | 1  | 2  | 2  | 2  |

Séries de la saison :
| Série                  | Nb. | Équipe(s)                        |
| ---------------------- | --- | -------------------------------- |
| Victoires consécutives | 7   | Oyonnax rugby RC Vannes          |
| Matchs sans défaite    | 10  | USA Perpignan                    |
| Défaites consécutives  | 9   | Provence Rugby                   |
| Matchs sans victoire   | 9   | Provence Rugby Valence Romans DR |

#### Meilleurs réalisateurs
| Rang | Joueur           | Club              | Poste                     | Points | Essais | Transf. | Pén. | Drops |
| ---- | ---------------- | ----------------- | ------------------------- | ------ | ------ | ------- | ---- | ----- |
| 1    | Florent Massip   | Provence Rugby    | Arrière                   | 358    | 5      | 24      | 94   | 1     |
| 2    | Yohan Le Bourhis | Oyonnax rugby     | Demi d'ouverture          | 328    | 0      | 38      | 80   | 4     |
| 3    | Melvyn Jaminet   | USA Perpignan     | Arrière                   | 294    | 9      | 54      | 47   | 0     |
| 4    | Jérôme Bosviel   | US Montauban      | Demi d'ouverture, arrière | 268    | 1      | 31      | 62   | 5     |
| 5    | Maxime Javaux    | Valence Romans DR | Demi d'ouverture          | 237    | 2      | 13      | 66   | 1     |
| 6    | Adrien Latorre   | AS Béziers        | Demi d'ouverture          | 221    | 0      | 25      | 56   | 1     |
| 7    | Thomas Salles    | Stade aurillacois | Arrière                   | 215    | 4      | 15      | 54   | 1     |
| 8    | Jordan Michallet | Rouen NR          | Demi d'ouverture          | 178    | 0      | 17      | 48   | 0     |
| 9    | Pierre Popelin   | RC Vannes         | Demi d'ouverture, arrière | 177    | 2      | 39      | 27   | 1     |
| 10   | Romuald Seguy    | US Carcassonne    | Demi d'ouverture          | 165    | 1      | 23      | 37   | 1     |
| -    | Thomas Girard    | Colomiers rugby   | Arrière                   | 165    | 2      | 13      | 43   | 0     |

#### Meilleurs marqueurs
| Rang | Joueur               | Club               | Poste                  | Essais |
| ---- | -------------------- | ------------------ | ---------------------- | ------ |
| 1    | Ange Capuozzo        | FC Grenoble        | Arrière, ailier        | 10     |
| 1    | Jean-Bernard Pujol   | USA Perpignan      | Ailier                 | 10     |
| 3    | Aurélien Callandret  | Oyonnax rugby      | Ailier                 | 9      |
| 3    | Melvyn Jaminet       | USA Perpignan      | Arrière                | 9      |
| 5    | Steeve Barry         | Biarritz olympique | Ailier                 | 8      |
| 5    | Paul Surano          | Rouen NR           | Ailier                 | 8      |
| 5    | Thomas Sauveterre    | US Carcassonne     | Talonneur              | 8      |
| 5    | Romaric Camou        | USO Nevers         | Ailier, arrière        | 8      |
| 5    | Wame Naituvi         | USO Nevers         | Ailier                 | 8      |
| 5    | George Tilsley       | USA Perpignan      | Ailier, centre         | 8      |
| 5    | Genesis Mamea Lemalu | USA Perpignan      | Troisième ligne centre | 8      |